# Ruth Baker Pratt
Pour les articles homonymes, voir Baker et Pratt.
Ruth Sears Pratt, née Baker le 24 août 1877 et morte le 23 août 1965, est une femme politique américaine membre du Parti républicain élue la Chambre des représentants des États-Unis pour l'État de New York entre 1929 et 1933. Elle est la première femme élue dans cet État.

## Jeunesse
Le 24 août 1877, Pratt naît sous le nom de Ruth Sears Baker à Ware, Massachusetts, de Carrie V. Baker et Edwin H. Baker, un fabricant de coton,,.
Elle fréquente la Dana Hall School (en) puis par étudier les mathématiques au Wellesley College,. Elle passe également un an et demi à étudier le violon au Conservatoire royal de Liège, en Belgique.

## Carrière
Lors de l'élection présidentielle de 1920, Pratt est une électrice présidentielle pour Warren G. Harding et Calvin Coolidge. En 1924, elle soutient et pousse les femmes à soutenir la candidature de Frank J. Coleman Jr. à la direction du quinzième district de l'Assemblée ; elle est ensuite nommée chef adjointe du district avant de devenir secrétaire. Elle est membre du conseil des échevins de New York en 1925, étant la première femme à servir. Elle est membre du Comité national républicain 1929-1943 et délégué aux Conventions nationales républicaines en 1924, 1932, 1936, 1940.
Elle est élue pour le Parti républicain lors du 71e et 72e Congrès de 1929 à 1933,, devenant la première femme élue pour l'État de New York, battant son principal concurrent Phelps Phelps. En 1932, Ruth perd sa réélection face au démocrate Theodore A. Peyser (en).

### Pratt–Smoot Act
Avec Reed Smoot, elle présente le Pratt–Smoot Act (en), adopté par le Congrès des États-Unis et promulgué par le président Herbert Hoover le 3 mars 1931. La loi prévoit 100 000 $, administrés par la Bibliothèque du Congrès, pour fournir des livres aux adultes aveugles. Le programme, connu sous le nom de Books for the Blind (en), a été fortement modifié et élargi au fil des ans et reste en place aujourd'hui.

## Vie privée
En 1904, elle épousa John Teele Pratt (en), avocat d'entreprise, philanthrope, imprésario musical et financier,. Il est l'un des six enfants nés de l'industriel et cofondateur de Standard Oil Charles Pratt et de Mary Helen (née Richardson) Pratt. Du premier mariage de son père, il a deux demi-frères dont Charles Millard Pratt (en). Il meurt en 1927, lui laissant une grande fortune. Ensemble, ils ont cinq enfants,, :
- John Teele Pratt Jr. (1903–1969)[17], qui épouse Mary Christy Tiffany, la fille de George Shepley Tiffany[18]. Ils divorcent et il épouse en secondes noces Elizabeth Ogden Woodward, la fille de William Woodward Sr. (en) et l'ex-épouse de Robert Livingston Stevens Jr.
- Virginia Pratt (1905–1979)[19], qui épouse Robert H. Thayer (en), un ambassadeur des États-Unis en Roumanie[20] en 1926[21].
- Sally Sears Pratt (1908–1973), qui épouse James Tracy Jackson III en 1928[22],[23].
- Phyllis Pratt (1912–1987)[24], qui épouse Paul Henry Nitze, secrétaire de la Marine et sous-secrétaire à la Défense sous le président Lyndon B. Johnson[25].
- Edwin H. Baker Pratt (en) (1913–1975)[26], directeur de l'école Browne &amp; Nichols[27], qui épouse Aileen Kelly[28].

## Décès
Pratt est décédé le 23 août 1965 dans la maison familiale de Manor House à Glen Cove, Long Island,,, la veille de son 88e anniversaire. Elle a été enterrée au mausolée de la famille Pratt, Old Tappan Road, Glen Cove.